# Свобода (партия, Украина)
Всеукраи́нское объедине́ние «Свобо́да» (укр. Всеукраїнське об’єднання «Свобода»о файле) — украинская националистическая ультраправая популистская политическая партия.
Основана 13 октября 1991 года на учредительном съезде под названием Социал-национальная партия Украины (СНПУ). 14 февраля 2004 года на IX Съезде была переименована во Всеукраинское объединение «Свобода», а председателем партии был избран Олег Тягнибок.
После революции 2004 года пророссийские силы на Украине использовали партию как «ультранационалистическую пугалку» для усиления влияния России. После победы Януковича в 2010 году его правительство, Партия Регионов и лояльные ему олигархи помогали «Свободе» и привели в 2012 к её наилучшему результату на выборах: партия получила 37 мест из 450 в Верховной Раде Украины VII созыва, набрав 10,44 % голосов избирателей.

## Политическая программа и идеология

Первый логотип партии (1991—2003) с буквами I и N, графически основанный на руне Вольфсангель

«Свобода» выступает за построение Украины как государства украинской нации, которая понимается в сугубо этническом смысле. «Свобода» требует возвращения в украинские паспорта и свидетельства о рождении графы «национальность» (I:7 — на основе свидетельства о рождении или национальности отца) и соблюдения процентных норм представительства этнических групп во всех областях жизни (укр. пропорційне представництво — I:9) — учебных заведениях, вооружённых силах, органах власти, здравоохранении, культуре и просвещении, а также во владении предприятиями. Все государственные учреждения, в том числе все школы, должны функционировать исключительно на украинском языке, меньшинствам предлагается завести школы с использованием родного языка. Доля украинского языка в СМИ должна соответствовать доле этнических украинцев в населении страны — не менее 78 % (V:2). Закон о языках, принятый в 2012 году, должен быть отменён, а вместо него следует принять закон о защите украинского языка (укр. захист української мови). Из библиотек нужно изъять советскую «пропагандистскую» литературу. Обязать украинские бюджетные предприятия использовать программное обеспечение, в том числе операционную систему, исключительно украинского производства и на украинском языке.
В программных документах «Свободы» важное место занимает понятие «антиукраинская деятельность» (укр. українофобія — I:8), которой не даётся чёткого определения, но за которую любые организации подлежат запрету, равно как и любые произведения «антиукраинского содержания». Юридическая неприкосновенность депутатов, согласно «Свободе», не должна распространяться на «антиукраинскую деятельность». На индивидуальном уровне «антиукраинская деятельность» должна караться уголовным или административным преследованием, а также лишением человека активного избирательного права. Депутатами, президентом и судьями могут быть граждане Украины, которые не только владеют украинским языком, но и общаются на нём.
Партия выступает за реабилитацию ОУН-УПА (VI:13), а отрицание Голодомора как геноцида украинской нации (VI:5-6), согласно заявленным целям ВО «Свобода», должно строго караться в уголовном порядке. «Свобода» требует запрета коммунистической партии и проведения люстрации для очищения властных структур от «агентов Москвы». На освобождённые в результате люстрации посты предлагается назначать «молодых профессионалов, выпускников украинских вузов, отобранных по критериям патриотизма и профессионализма». Несколько активистов партии на протяжении многих лет обвинялись в попытках уничтожения памятников коммунистической эпохи (укр. імперсько-большевицьких символів — VI:7).
Социально-экономическая программа «Свободы» оценивается как популистская. Партия выдвигает лозунги очищения от коррупции и создания условий для возвращения домой «заробитчан». Как у многих националистических партий Европы, много внимания уделяется борьбе с иммиграцией, так как для Украины эта проблема становится все актуальней.
III раздел программы касается «здоровья нации» (укр. Здоров'я нації). В частности, программа включает пункт о запрете абортов (за исключением медицинской необходимости и доказанного в суде изнасилования) и приравнивании их к покушению на убийство. Также планируется бороться с наркоманией, алкоголизмом и табакокурением, ввести уголовную ответственность за пропаганду наркотиков и «сексуальных извращений». Также программа включает пункт о запрете усыновления украинских детей иностранцами.
Во внешней политике «Свобода» предусматривает восстановление ядерного статуса Украины и развитие тактических ядерных вооружений. Программа партии предусматривает выход Украины из всех объединений, «созданных Москвой», отказ от Харьковских соглашений, введение визового режима с Россией, вывод «российских военных баз» с территории Украины и «нейтрализацию финансируемых Россией подрывных организаций». Россия выступает в роли главного врага, владеющего на Украине разветвлённой агентурой, на которую «Свобода» призывает открыть охоту. В проекте конституции «Свободы» не упоминается Евросоюз, однако фигурирует идея «европейского украиноцентризма» (укр. європейський україноцентризм — VII:1). Заявляется цель трансформации Украины в «геополитический центр Европы» и создания державы, способной эффективно защищать «жизненное пространство украинской нации». Кроме того, «Свобода» выступала за проведение всеукраинского референдума по вопросу изменения статуса Крыма с республиканского на областной и отмену особого статуса Севастополя.
Отличительной чертой политического положения «Свободы» от радикальных националистов в западных странах, находящихся, как правило, в полной изоляции даже после прохождения в парламент, является не только её признание, но и её активное вовлечение в союзы и коалиции со стороны партий, оперирующих демократическими лозунгами.
Антисемитские и ксенофобские заявления лидеров «Свободы» подвергаются резкой критике как на Украине, так и за её пределами.

## История
Основана 13 октября 1991 на Учредительном съезде под названием Социал-национальная партия Украины (СНПУ). Первым председателем СНПУ был избран Ярослав Андрушкив (оставался лидером партии до 2004 года). Свой II съезд СНПУ провела лишь 9 сентября 1995 — чтобы выполнить все условия для получения официальной регистрации (16 октября того же года).
На парламентских выборах в марте 1998 года СНПУ вместе с партией «Государственная самостоятельность Украины» участвовала в составе блока «Меньше слов», который набрал 45 155 голосов (0,17 %) и заняла предпоследнее место. В Верховную раду Украины был избран лишь партийный функционер Олег Тягнибок, баллотировавшийся по одномандатному округу.
В 1999 году было создано молодёжное крыло партии — Общество содействия ВС и ВМФ Украины «Патриот Украины».

Митинг в Киеве в честь 100 летия со дня рождения Степана Бандеры.
1 января 2009 года

В 2001 году партия вместе с Украинским народным рухом, Всеукраинским объединением «Батькивщина», Украинской республиканской партией, Украинской народной партией «Собор», Партией украинского единства, Украинской консервативной республиканской партией, Христианско-народным союзом, Партией поддержки отечественного товаропроизводителя и рядом общественных организаций основала объединение национально-демократических сил «Украинские правые» (укр. Українська Правиця). Однако на уже на парламентских выборах 2002 года социал-националисты самостоятельно выдвигали своих кандидатов в одномандатных округах. В парламент прошёл опять только Олег Тягнибок.
14 февраля 2004 года состоялся IX съезд СНПУ, на котором название партии было изменено на «Всеукраинское объединение „Свобода“», а руководителем партии вместо Ярослава Андрушкива стал Олег Тягнибок, сумевший повысить своё влияние благодаря депутатскому мандату. На этом же съезде было объявлено о роспуске молодёжного крыла партии — организации «Патриот Украины» (харьковское отделение отказалось выполнять данное решение и продолжило существование как самостоятельная организация без официальной регистрации).
В том же году партия вместе с Организацией украинских националистов, Организацией украинских националистов (революционной) и Конгрессом украинских националистов выступила в поддержку Виктора Ющенко на президентских выборах.
После революции 2004 года пророссийские силы на Украине увидели в партии «Свобода» возможность усилить влияние России. В украинской прессе была начата кампания продвижения радикальной антироссийской партии. Партия «Свобода» могла служить украинским пророссийским силам для распыления националистических сил, как ультранационалистическая пугалка для Запада, и в качестве «груши для битья» в политических дебатах. Партия Регионов Януковича и лояльные ему олигархи через свою прессу продвигали Свободу.
Перед парламентскими выборами 2006 года ЦИК Украины обращался в генеральную прокуратуру с просьбой запретить партию «Свобода» за использование в её программе двух тезисов — о запрете коммунистической идеологии и о лишении украинского гражданства натурализованных иностранцев в случае совершения ими уголовных преступлений.
На парламентских выборах 2006 года «Свобода» набрала 91 321 голос (0,36 % голосов избирателей, 18-е место из 45 партий), притом что участвовала в выборах самостоятельно.

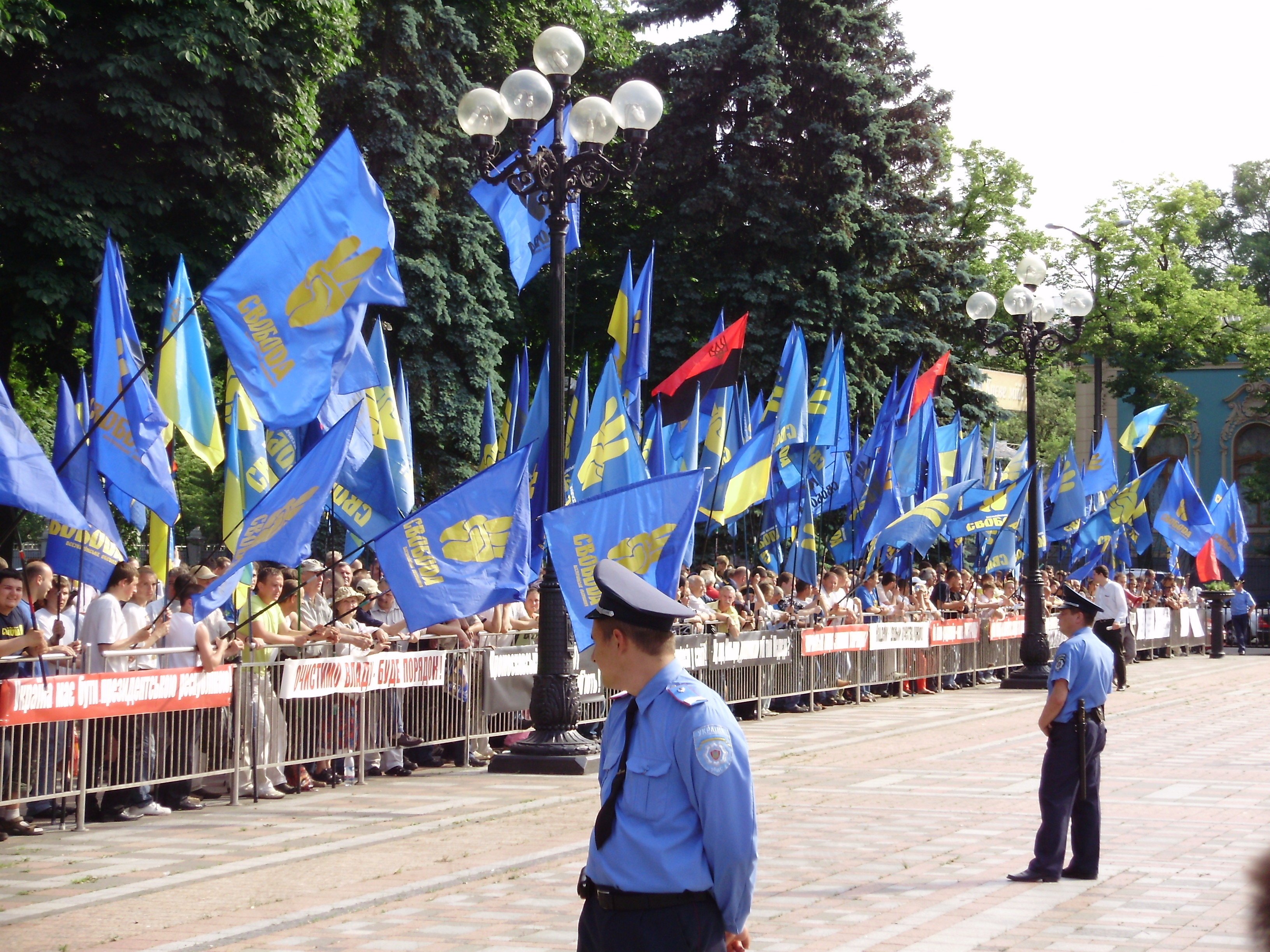
Митинг с требованиями проведения новых выборов в ВРУ. Киев,
9 июня 2009 года

5 августа 2007 года XVIII партийный съезд утвердил избирательный список на досрочных парламентских выборах и одобрил программу, декларирующую необходимость защиты прав титульной нации — украинцев, восстановления ядерного статуса Украины и создания президентской республики. Партия получила 0,76 % голосов избирателей. Наибольшая поддержка зафиксирована в Тернопольской (3,44 % всех голосов), Ивано-Франковской (3,41 %), Львовской (3,04 %), Волынской областях (1,45 %), а также в Киеве (1,25 %). Наименьшую поддержку ВО «Свобода» получила в Луганской (0,06 %) и Донецкой (0,08 %) областях, в Крыму (0,09 %) и в городе Севастополе (0,09 %). По заграничному избирательному округу ВО «Свобода» набрала 2,28 % голосов избирателей (четвёртое место).
Весной 2008 года Олег Тягнибок выставил свою кандидатуру на выборах городского головы Киева. Он получил 1,37 % голосов избирателей (8-е место среди 70 кандидатов). На досрочных выборах в киевский горсовет, «Свобода» получила 2,08 % голосов избирателей (10-е место), улучшив свой результат в сравнении с парламентскими выборами 2007 года на 0,83 % (тогда по Киеву партия получила 1,25 % голосов). Партия обошла даже партию Ющенко «Наша Украина — Народная самооборона», которая получила 2,01 %.

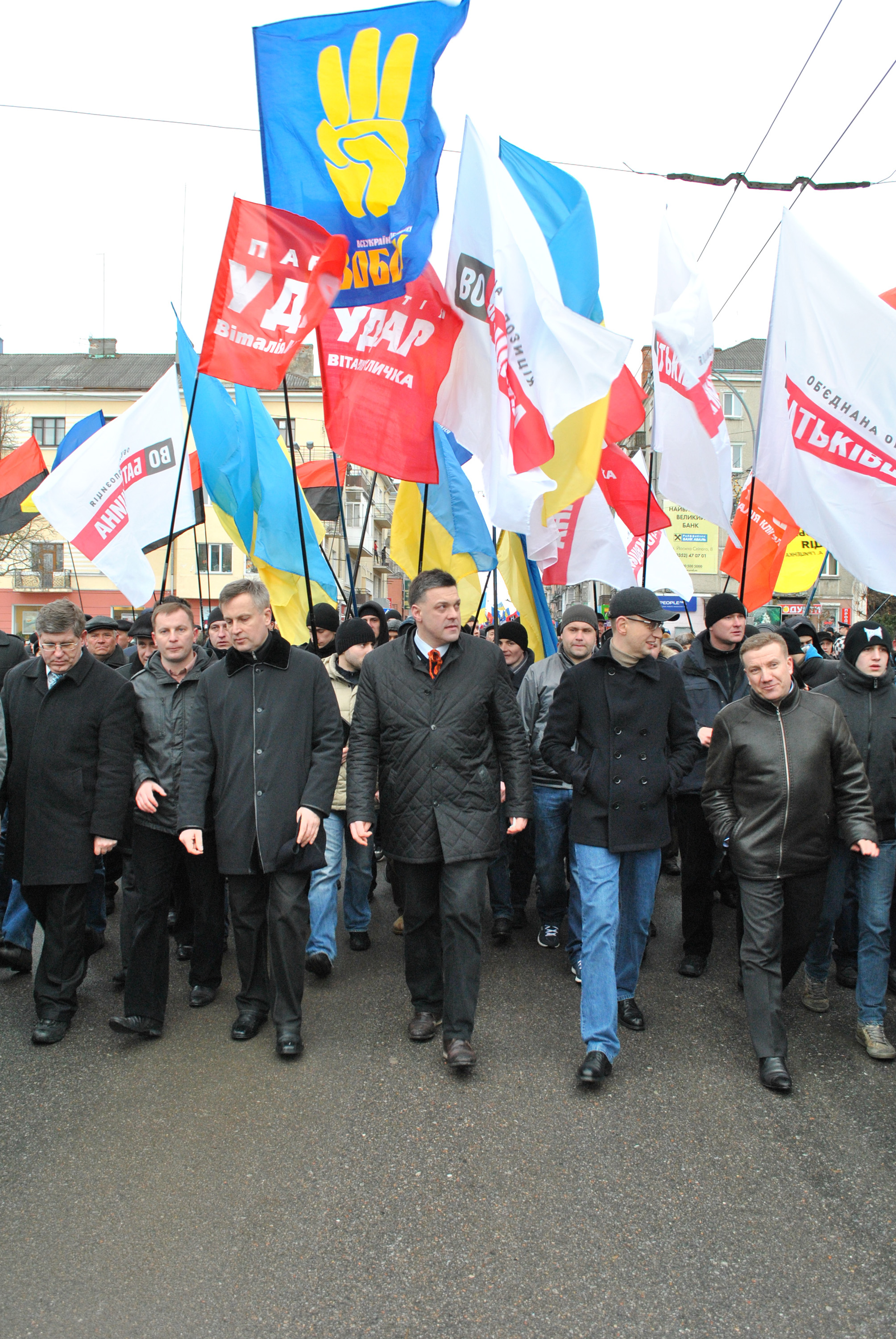
Олег Тягнибок,
март 2013 года

На досрочных выборах в Тернопольский облсовет 2009 года партия заняла 1-е место (154 325 голосов «за», или 34,69 %) и получила 50 из 120 мест в областном совете. Спустя менее чем год на президентских выборах кандидат от ВО «Свободы» её лидер О.Тягнибок набрал в области менее 5 % голосов. Но уже в октябре 2010 года на выборах в местные советы «Свобода» получила в горсовете Тернополя 34 из 60 мест. Городским головой был избран Сергей Надал, член партии.
Опрос 2010 года показал, что сторонники «Свободы», вопреки распространенному представлению, не имеют антироссийскую и ксенофобскую позицию, и поддерживают «Свободу» не из-за их враждебности к русским, но из-за понимаемых ими угроз государству Украина, и опасений относительно его устройства.
После победы Януковича в 2010 году Свобода начала получать выгоду от манипуляций Януковича, его правительства и политтехнологов Партии Регионов. В 2010—2012 годах Свобода получала необычно высокую публичность в популярных политических дискуссионных передачах на украинском ТВ. Различные факторы и секретные схемы помогали Свободе приблизительно с 2009 года и привели в 2012 к её наилучшему результату на выборах. На парламентских выборах 2012 года Всеукраинское объединение «Свобода» получило 10,44 % голосов избирателей и сумело обеспечить избрание 12 депутатов по одномандатным мажоритарным округам. Этот результат дал возможность партии сформировать парламентскую фракцию из 37 человек и делегировать своего представителя на пост вице-спикера Верховной Рады Украины. Успех партии стал одной из самых больших неожиданностей этих выборов. Традиционно наибольшую поддержку «Свобода» имела на Галичине: Львовская область — 38,02 % (1-е место в области), Ивано-Франковская — 33,79 % (второе место), Тернопольская — 31,22 % (второе место).
До 2013 года Свобода получала прямую и непрямую поддержку от пророссийской Партии Регионов. Свобода также выстроила сеть международных отношений с поддерживающими Россию праворадикальными европейскими партиями.
Партия и её активисты приняли активное участие в Евромайдане, приведшем к отстранению от власти президента Януковича. В частности, активистами партии было сформировано несколько сотен Самообороны Майдана.

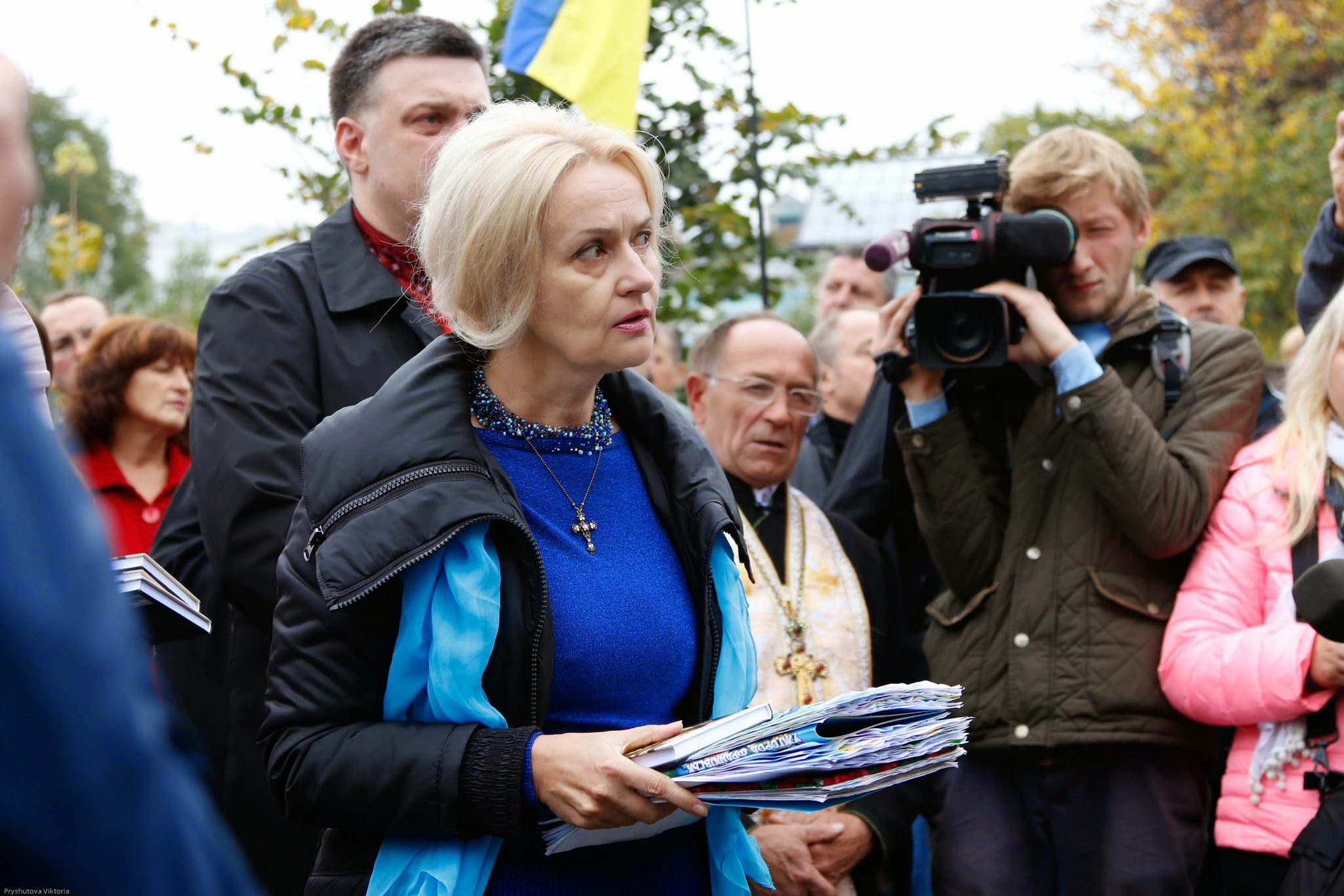
Ирина Фарион и Олег Тягнибок с бойцами батальона «Сечь».
30 сентября 2014

После отстранения Януковича от должности президента и возвращения конституции 2004 года в рамках кризиса в 2013—2014 года, была сформирована правящая коалиция, в которую вошли партии Батькивщина, УДАР и Свобода. Эта коалиция 27 февраля 2014 года сформировала коалиционное правительство во главе с Арсением Яценюком, куда вошли четыре представителя партии Свобода: Александр Сыч — вице-премьер; Игорь Швайка — министр аграрной политики и продовольствия; Андрей Мохник — министр экологии и природных ресурсов и Игорь Тенюх — исполняющий обязанности министра обороны.
После победы сторонников Евромайдана и начала войны в Донбассе «Партия регионов», оказывавшая тайную поддержку Свободе, фактически прекратила свою деятельность. Бо́льшая часть зарубежных ультраправых партий-партнёров «Свободы» открыто выступили с поддержкой Владимира Путина, став для украинских националистов «источником позора».
Во время Вооружённого конфликта на востоке Украины по инициативе партии были сформированы батальон патрульной службы милиции особого назначения «Сечь» Министерства внутренних дел Украины и добровольческая рота «Карпатская Сечь», позднее вошедшая в состав 93-й механизированной бригады Сухопутных войск Вооружённых сил Украины в качестве отдельной роты огневой поддержки. 25 апреля 2015 года подразделениями «Сечь» и «Карпатская Сечь», а также другими «свободовцами»-фронтовиками, служащими в различных подразделениях Вооруженных сил и Национальной гвардии, спецподразделениях МВД и добровольческих формированиях было создано комбатантское объединение «Легион Свободы». По состоянию на апрель 2015 года в вооруженном конфликте погибло 13 бойцов-«свободовцев».
По итогам парламентских выборов в октябре 2014 года партия набрала 4,71 % голосов и не смогла преодолеть проходной барьер в 5 %, однако в Верховную Раду по мажоритарным округам избрались 7 членов партии. В связи с объявлением результатов выборов и формированием новой коалиции, партия призвала своих министров и трёх председателей государственных администраций (в Полтаве, Ровно и Тернополе) сложить полномочия, что было ими и выполнено.
23 августа 2015 года Всеукраинское объединение «Свобода» и Народный Рух Украины подписали соглашение о сотрудничестве в Закарпатской области, согласно которому они: отказались от взаимного противоборства на выборах, приступили к консолидации сил в информационной борьбе с государством-агрессором, решительному противодействию проявлениям сепаратизма в регионе и содействию объединению украинских церквей в единую украинскую поместную церковь, а также выразили готовность консолидировать свои силы для гуманитарного обеспечения и обучения личного состава «Карпатской Сечи», роты огневой поддержки 93-й бригады Вооружённых сил Украины и резервного полка «Карпатская Сечь».
12 сентября 2015 года лидер Национально-освободительного движения «Правый сектор» и одноимённой партии Дмитрий Ярош призвал к «преодолению разъединённости в националистическом движении», в ответ на этот призыв, 14 сентября 2015 года, Всеукраинское объединение «Свобода» предложило выдвинуть некоторых кандидатов из «Правого сектора» (в связи с отказом данной политсилы от участия в выборах) по своим избирательным спискам на местных выборах, однако «Правый сектор» отказался. В то же время по спискам ВО «Свобода» выдвинулись представители Конгресса украинских националистов и Организации украинских националистов.
9 ноября 2015 года ВО «Свобода» договорилась с ВО «Батькивщина» о взаимной поддержке во вторых турах выборов городских голов и координации действий в новоизбранных местных советах.
По результатам прошедших осенью 2015 года региональных выборов партия заняла девятое место по количеству депутатов проведенных в местные органы власти (3,74 % от всех)
25 декабря 2015 года из партии вышел народный депутат Юрий Бублик.
22 февраля 2017 года партия вместе с «Национальным корпусом» и «Правым сектором» провела в Киеве «Марш национального достоинства», по итогам которого был принят ультиматум власти, в котором, в частности националисты заявили об объединении усилий, «чтобы противостоять сдачи страны вооруженным оккупантам с Востока и финансовым вымогателям с Запада». 16 марта данные политические силы, а также Конгресс украинских националистов, Организация украинских националистов и «C14» подписали «Национальный манифест».

### Изменения в поддержке партии на выборах
|      |  |      |  |
| 2006 |  | 2007 |  |

|                                                  |  |                                           |  |  |
| 2010 (январь, выборы Президента — Олег Тягныбок) |  | 2010 (октябрь, выборы в областные советы) |  |  |

|      |  |      |  |  |
| 2012 |  | 2014 |  |  |

### Беспорядки 9 мая 2011
Украинские националисты из организации «Свобода» были активными участниками массовых беспорядков и драк в день официального государственного праздника — Дня Победы. Негативные настроения среди националистов вызвал принятый Верховной Радой Украины закон, согласно которому во время празднования Дня Победы вместе с Государственным флагом Украины должен вывешиваться красный флаг Победы. Члены «Свободы» пытались сорвать празднование, нападая на ветеранов Великой Отечественной войны во Львове и сопровождавших ветеранов людей, раскачивая и пытаясь перевернуть ветеранские автобусы, плюя ветеранам в лицо, закидывая их и милицию камнями, бутылками и дымовыми шашками и демонстративно сжигая копии Знамени Победы, которое по закону с мая 2011 года являются государственным символом Украины. Также члены «Свободы» отобрали и растоптали венок, который планировалось возложить на военном кладбище, а также оскорбили и сорвали георгиевские ленточки с представителей российского консульства во Львове. Олег Тягнибок, лидер ВО «Свобода» так откомментировал подписание спикером украинского парламента закона о красном флаге: 

«Сегодня вывешивают красный флаг, а завтра скажут: а зачем этот „бандеровский“ сине-жёлтый?» 
По заявлению генерального консула РФ во Львове Олега Астахова: 

Молодчики в повязках, прикрывающих лица, оскорбляя, пытались сорвать с нас ещё и георгиевские ленты, а милиция [городская львовская], усиленно охраняющая сегодня военный мемориал, спокойно за всем этим наблюдала.
 Официальный представитель МИД РФ А. Лукашевич также заявил 10 мая, что «при фактическом невмешательстве власти безобразничающие молодчики отобрали у сотрудников российского Генерального консульства во Львове и растоптали венок с лентой цветов российского государственного флага, который должны были положить к памятнику советским воинам на Холме Славы».

## Партийная деятельность

### Антикоммунизм
- 7 ноября 2007 года во Львове члены объединения «Свобода» забросали яйцами шествие Коммунистической партии Украины и Прогрессивной социалистической партии Украины (ПСПУ), посвященное 7 ноября[66].
- 23 ноября 2007 года киевская городская организация Всеукраинского объединения «Свобода» и Киевская городская общественная организация «Патриот Украины», несмотря на запрет суда, провели на Европейской площади акцию «Памятники палачам украинской нации должны быть уничтожены»[67].

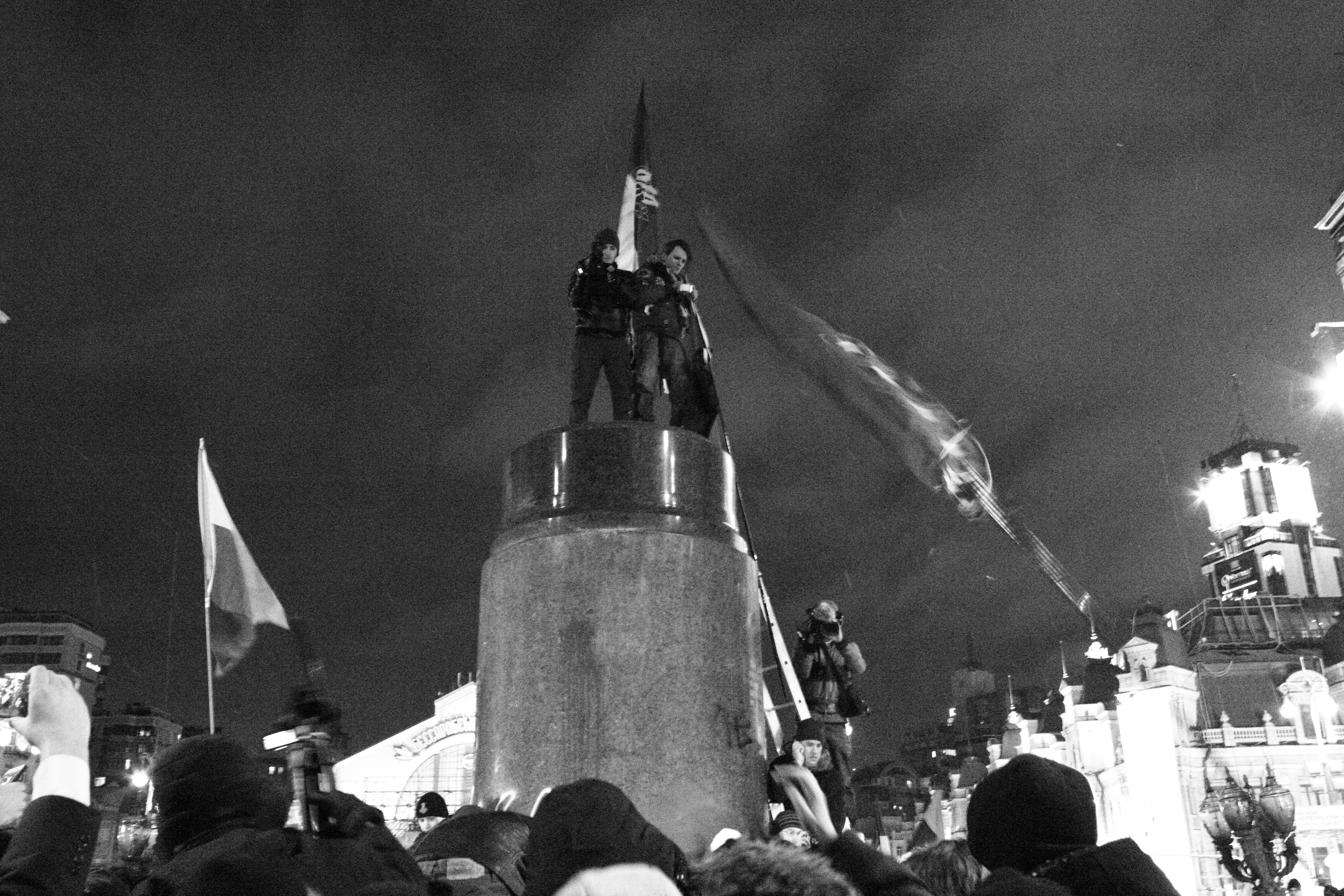
Активисты партии после уничтожения памятника В. И. Ленину 8 декабря 2013 года.

- 19 апреля 2009 года члены «Свободы» нанесли повреждения памятнику Ленину в Киеве. 19 июня 2013 года Шевченковский Киевский суд признал националистов «виновными в хулиганстве». Николай Кохановский получил 3 года ограничения свободы с испытательным сроком 2 года, глава Дубровицкой организации ВО «Свобода» Александр Задорожный, а также А. Тарасенко, Б. Франт и И. Срибной — по 2 года ограничения свободы[68].
- 27 ноября 2009 года в Киеве активистами «Свободы» был облит красной краской памятник Ленину[69].
- 4 ноября 2013 года «Свобода» предложила Верховной Раде запретить на Украине коммунистическую идеологию. Законопроект предусматривал запрет коммунистической пропаганды и использование коммунистической символики, а также осуществление мероприятий, направленных на декоммунизацию Украины[70].
- 8 декабря 2013 года в Киеве активистами «Свободы» был снесён памятник Владимиру Ленину у Бессарабского рынка. Группа молодых людей накинула на памятник металлические тросы и сбросила его с пьедестала. Затем под агрессивные крики своих соратников они начали разбивать и разрушать памятник кувалдами. На постаменте, где стоял памятник Ленину, установили красно-чёрный флаг Украинской повстанческой армии[71][72][73][74]

### Защита культурных ценностей и чествования исторических событий
«Свобода» своими действиями приведёт к расколу страны. Вот этим своим разделением на «наших» и «ваших», на «чёрных» и «белых». Если сегодня можно ломать памятники Ленину, то почему завтра нельзя ломать памятники Бандере?
- 21 июля 2011 — «Свобода» подала в суд на судью Печерского районного суда Киева Светлану Волкову, обвиняя её в нарушении Уголовно-процессуального кодекса Украины при ведении дела по факту отрицания Виктором Януковичем Голодомора. Суд отказал организации в её исковом требовании[76].
- 14 октября 2012 — «Свобода» провела марш в Киеве в честь 70-й годовщины создания Украинской повстанческой армии[77].
- 31 октября 2012 — Ирина Фарион в интервью газете «Сегодня» рассказала о том, что украинцы делают ошибку, разговаривая на русском, и их за это нужно штрафовать. "Я считаю, если украинцы делают ошибку, разговаривая на русском, то за её нужно наказывать. А штраф — это форма наказания. А безнаказанное преступление генерирует. Потому что наша власть — это орда. Прокуратура — подотдел президента, суды — аналогично. У нас есть президент Партии Регионов со своей кликой. И если мы эту ситуацию не изменим, то можете смело приписывать себе статус рабов. А мы не хотим быть рабами!" — заявила она. Фарион также сказала о наличии у представляемой ею политической силы нескольких законопроектов, в том числе и о проекте постановления ВР «о несоответствии нормам Конституции Закона „Об основах государственной языковой политики“». При этом, она считает, что при реализации этих законопроектов возникнут сложности, поскольку «наше государство не существует в правовом поле», а Верховная Рада, как подчёркивает Фарион, «и далее пытается действовать» вне этого поля. Фарион также отмечает, что ВО «Свобода» сделает всё возможное для того, чтобы в Верховной Раде говорили только на государственном языке[78][79].
- 1 марта 2013 — Ирина Фарион подала иск в Окружной суд Киева с требованием переводить на украинский язык выступления народных депутатов Украины на заседаниях комитета по вопросам образования. Суд отказался удовлетворить исковое требование[80][81].

### Сексизм
- 13 марта 2010 года во Львове представителей партии «Свобода» пытались сорвать акцию за гендерное равенство, проходившую в рамках дней действий за равноправие мужчин и женщин под названием «Манифа»[82].

### Агитационные акции
В 2005 году партия выпустила скандальный плакат с изображением В. Путина на фоне пирамиды черепов с надписью «Москва, покайся!» (перед Украиной).
В марте-апреле 2007 года ВО Свобода напечатала сразу десять агитационных плакатов под общим названием «Их матерщина обсела наши языки». Среди них следующие плакаты: «Та кохайтесь, чорнобриві, та не з москалями» с изображением Катерины Тараса Шевченко, «Мат превращает тебя в москаля», «В Расеи матом не ругаются. Там на нём разгАваривают» с изображением, по словам идеолога партии Ирины Фарион, «какого-то отвратного существа», и другие.
В апреле 2009 года, перед Днём Победы, являющимся на Украине государственным праздником, партия выпустила плакат «Они сражались за Украину. Дивизия Галичина» с изображением эмблемы галицкой дивизии войск СС (слово СС на плакате опущено). Плакат был размещен с разрешения Львовского горсовета на рекламных стендах по всему городу Львову как социальная реклама.

### Демонстративные акции
- 12 декабря 2012 года Андрей Тягнибок спилил при помощи «болгарки» несколько секций металлической ограды вокруг здания Верховной Рады, объясняя это тем, что Верховная Рада является высшим представительным органом украинского народа, поэтому народ имеет право доступа к нему[84]. Свою акцию активисты «Свободы» продолжили, выбив дверь одного из подъездов здания парламента[85].
- 22 мая 2013 года народные депутаты от ВО «Свобода» выбили дверь в сессионном зале Киевсовета[86].
- 1 января 2014 года «Свобода» организовала и провела по центральным улицам Киева факельное шествие в честь годовщины со дня рождения С. Бандеры, во время которого отдельные участники факельного шествия бросали горящие файера в центральный вход гостиницы «Премьер-палас»[87].

### Судебные дела, связанные с идеологической деятельностью
- Состоялся суд над председателем Закарпатской организации «Свобода» Олегом Куцином, замом главы областной организации Руслано Поливка, а также председателем Ужгородской городской организации «Свободы» Томашем Лелекачем. Доказана их вина в поджоге памятника-монумента под названием «В честь перехода венгерских племен через Карпаты» на Верецком перевале[88].
- 27 июля 2010 член объединения «Свобода» Эдуард Игольников, а также семь других членов осуждены по статье 185 части 1 Кодекса Украины («нарушение правил проведения массовых акций»)[89].
- 2 января 2011 арестованы председатель Запорожской областной организации партии «Свобода» Виталий Подлобников и его заместитель Юрий Гудыменко по подозрению во взрыве памятника Сталину[90].
- 11 января 2011 в связи с подрывом памятника Ленину задержали представителей националистического объединения «Свобода», а позднее освободили. Было возбуждено уголовное дело изначально по статье об умышленном уничтожении имущества, а в дальнейшем переквалифицировали по статье о теракте[91].
- 17 мая 2011 против лидера львовской «Свободы» Ирины Сех возбуждено уголовное дело за пикеты во время визита президента Виктора Януковича во Львов[92].
- 17 мая 2011 против лидера фракции партии «Свобода» Руслана Кошулинского возбудили уголовное дело по подозрению в нарушении общественного порядка[93].
- 19 мая 2011 украинский суд арестовал братьев Ковалёвых — депутатов Самборского райсовета Львовской области от партии «Свобода» за участие в беспорядках 9 мая во Львове. 20 июля 2011 львовский суд осудил двух депутатов националистического объединения «Свобода» Михаила Ковалёва и Владимира Ковалёва по статье 345, части 2 Уголовного кодекса Украины к году лишения свободы, также с отсрочкой наказания на год[94].
- 14 мая 2013 года Тернопольский районный суд арестовал четырёх представителей партии «Свобода» за нападение на милицию и попытку помешать шествию пенсионеров во время Дня Победы в Тернополе[95]. Впоследствии были задержаны ещё двое[96].

## Критика

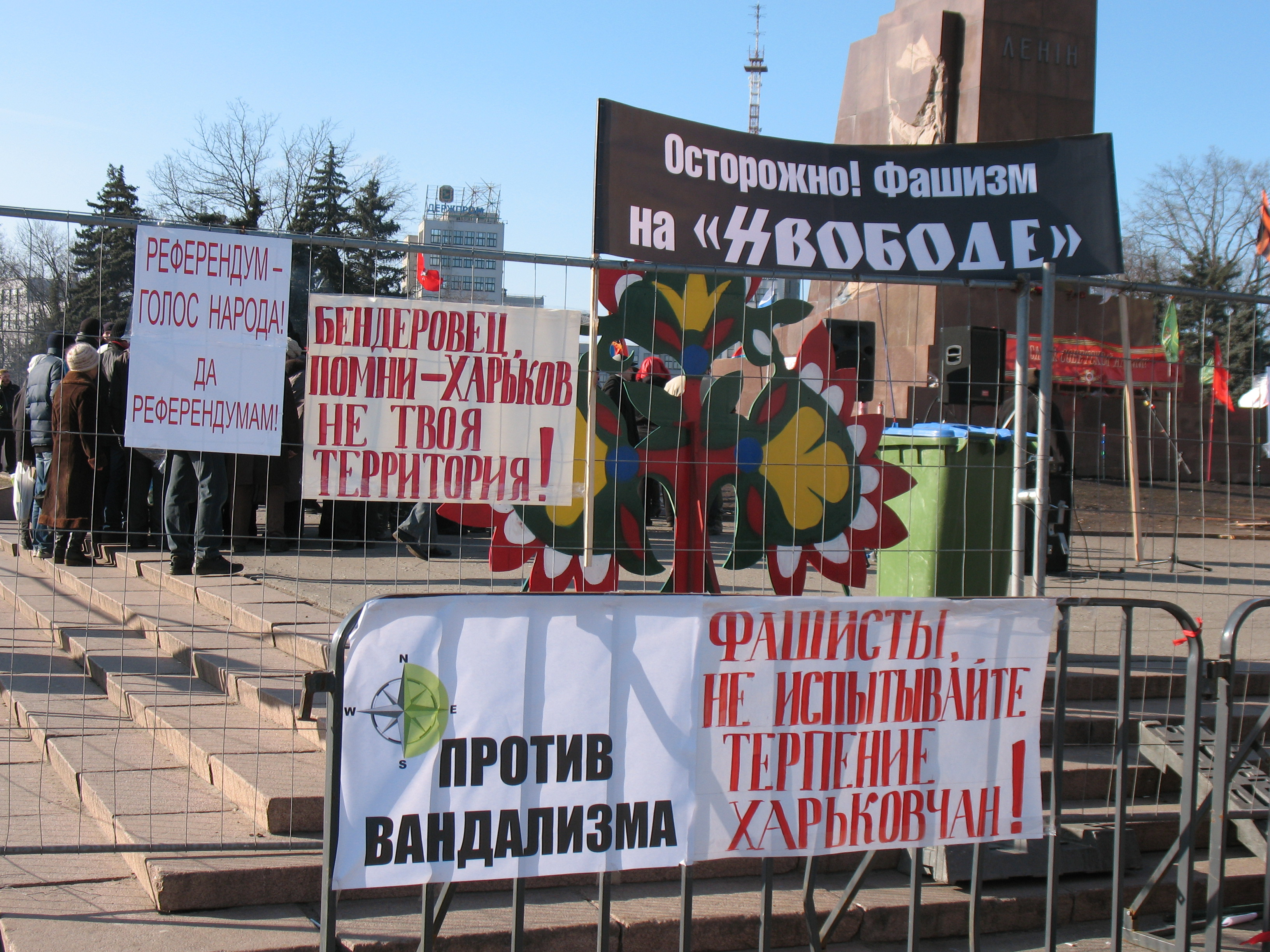
Харьков

- По мнению ряда западных политиков и СМИ, партия является неонацистской[25][97][98].
- По мнению Украинского Еврейского комитета, партия является фашистской[99][100], а название Социал-национальная партия Украины было выбрано по ассоциации с Национал-социалистической партией Германии (НСДАП)[100].
- Днепропетровские коммунисты потребовали запретить партию «Свобода» в связи с беспорядками, учинёнными членами партии[101].
- Институт Стивена Роса по изучению антисемитизма и расизма написал в своем ежегодном докладе за 1999 год: «Украинская социал-национальная партия является экстремистской, правосторонней, националистической организацией, что подчеркивает её отождествление с идеологией немецкого национал-социализма»[102].
- 26 декабря 2009 в Севастополе жители города разогнали митинг националистической организации «Свобода» протестуя против кандидата в президенты Украины Тягнибока[103]. 6 января 2010 в Севастополе, съезд националистической партии «Свобода» привел к беспорядкам в центре города с участием примерно тысячи горожан. Приблизительно 300 человек противников приезда Тягнибока скандировали: «Фашизм не пройдет»[104].
- 13 декабря 2012 Европарламент принял следующую поправку к резолюции по Украине про «Свободу»: «Европарламент обеспокоен ростом националистических настроений в Украине, выраженным в поддержке партии „Свобода“, которая стала одной из двух новых партий, вошедших в Верховную Раду. И напоминает, что расистские, антисемитские и ксенофобские взгляды противоречат фундаментальным ценностям и принципам ЕС. Европарламент, таким образом, призывает демократические партии в Верховной Раде не взаимодействовать, не поддерживать и не формировать коалиций с этой партией»[37][105][106].
- 21 января 2013 года израильская партия «Ха-Тнуа» и её лидер, бывший министр иностранных дел Израиля Ципи Ливни призвала международное сообщество бойкотировать украинскую националистическую партию «Свобода». Ливни считает, что демократические партии Украины обязаны прервать своё сотрудничество с партией «Свобода» и выступить единым фронтом против современных проявлений профашистского реваншизма[107].

## Ксенофобская риторика
Лидер «Свободы» Олег Тягнибок прославился и антисемитскими высказываниями. В июле 2004 года он в Ивано-Франковской области отметился ксенофобскими высказываниями, вспомнив членов УПА, которые боролись «с москалями, с немцами, с жидовой и с другой нечистью, которые хотели захватить Украину».
За антисемитские и ксенофобские заявления лидер «Свободы» Олег Тягнибок был исключён из парламентской фракции «Нашей Украины». При этом руководитель фракции Виктор Ющенко заявил, что он решительно выступает против ксенофобии и межнациональной розни и что «патриот Украины не есть синонимом слова ксенофоб». Олег Тягнибок вынужден был подписать текст заявления с извинениями, но в своём интервью вновь высказался, что не считает оскорбительным называть «москалей — москалями, а жидов — жидами», и отверг обвинения в ксенофобии. Заявления Олега Тягнибока как недопустимые осудил даже глава Конгресса украинских националистов Алексей Ивченко.
В марте 2005 года в эфире «5-го канала» Олег Тягнибок заявил, что с самого детства не меняет своих взглядов, согласно которым «неукраинцы не испытывают внутренней благосклонности к украинской земле»; он также подтвердил, что в Ивано-Франковской области говорил о «тех, кто оккупировал Украину»: «я говорил о россиянах, я говорил о немцах, я говорил о жидах». Тогда же Олег Тягнибок заявил, что не намерен публично извиняться перед «оккупантами» за свои предыдущие выражения.
Ирина Фарион опубликовала статью, в которой заявила, что «гиперболическая антитеза свой — чужой, то есть украинец — жид, немец, москаль, становится средством утверждения соответствующей идеологемы, то есть удачным и остропублицистическим приёмом».
В мае 2008 Ирина Фарион в эфире радио «Ера FM» на вопрос слушателя о её отношении к людям православной веры, прихожанам церкви Московского патриархата, заявила: «…структура, которая называет себя Московским патриархатом, ничего общего не имеет с христианством. Это одна из наибольших угроз для свободного и самостоятельного развития Украины…».
Согласно высказываниям лидеров «Свободы», «Русская православная церковь — это политико-церковная институция российского государства, продвигающая идею „Русского мира“. Это очень светская и нерелигиозная идея, и она агрессивно навязывается на Украине». По словам Анатолия Витива: «Тогда, когда киевский князь Владимир крестил Русь, на территории нынешней Москвы бродили медведи. Москва имеет такое же отношение к крещению Руси, как и к строительству Великой Китайской стены». В поддержку своей идеи, в день 1025-летия Крещения Руси в Киеве «Свобода» планировала провести самую массовую акцию протеста против главы РПЦ, но массовый протест не удался.
В мае 2009 Ирина Фарион, выступая перед членами «Свободы», заявила следующее: 

«Ещё Степан Бандера сделал пророчество о так называемой газовой трубе. Это единственное, что москали ещё не украли у нас. Это москали умеют очень хорошо: лгать и воровать, воровать и лгать, лгать и воровать!»
В марте 2010 года на форуме официального сайта «Свободы» велась кампания против Дмитрия Табачника, назначенного министром образования и науки Украины в правительстве Николая Азарова. В некоторый момент эта кампания приобрела явный антисемитский характер.
В июне 2010 года Ирина Фарион заявила, что людей, которые не хотят учить украинский язык, необходимо на законодательном уровне привлечь к уголовной ответственности.
15 июля 2011 года Олег Тягнибок, которому не понравилось, что русский меценат помог вернуть украинскую православную икону, заявил: «Ещё москалям зад полижите!».
В июне 2012 Ирина Фарион в эфире львовского телеканала ZIK выступила против принятия законопроекта о языках Кивалова-Колесниченко: «Если мы уравниваем этот язык на некоторых территориях и, в частности, в Донецке, с украинским, мы уравниваем в правах язык оккупанта с языком коренного населения».
Согласно докладу госдепартамента США по ситуации с правами человека в мире за 2012 год, для многих государств, в том числе Украины, серьёзной проблемой стал антисемитизм. Руководитель программы мониторинга и анализа ксенофобии Ассоциации еврейских организаций и общин Украины, член Генсовета Евроазиатского еврейского конгресса Вячеслав Лихачёв назвал доклад госдепартамента об антисемитизме на Украине «взвешенным» и отметил особую роль в создании такого имиджа страны деятельность националистической партии «Свобода».
В ноябре 2012 заведующий отделом стран Евразии израильского МИДа Яков Ливне сказал в интервью: «сделанные некоторыми лидерами этой партии антисемитские высказывания для нас совершенно неприемлемы, и надеемся, что после того, как эта партия прошла в парламент, позиция её лидеров будет более ответственной».
В январе 2013 «Свобода» призвала украинцев бойкотировать пересмотренные украинские учебники истории и отказаться от обучения русскому языку в школе, призывая украинцев не учиться в школе на языке оккупантов.
В марте 2013 года член венгерской радикально-националистической партии «Йоббик» Ковач Бейло возмутился проведением ВО «Свободой» антивенгерского марша в закарпатском городе Берегово. По его словам на марше звучали лозунги «Венгры свиньи», «Венгры, вон из Закарпатья!», «Смерть мадьярам!», в связи с инцидентом организация была исключена из Альянса европейских национальных движений.

### Инцидент с актрисой Милой Кунис
Американская актриса Мила Кунис, родившаяся в Черновцах в 1983 году и вместе с семьёй уехавшая в семилетнем возрасте в США, сообщила в интервью от 8 мая 2012 года, что причиной её отъезда был антисемитизм, процветавший в тогда ещё советской Украине и в России. В частности, она сказала, что стены её школы были покрыты антисемитскими граффити, а также рассказала о подруге из России, которая у себя в школе обнаружила рисунок свастики на своём стуле. После этого интервью один из лидеров «Свободы» Игорь Мирошниченко 27 ноября 2012 года следующим образом отозвался о голливудской актрисе Миле Кунис на своей странице в Facebook: 

Она не украинка, а жидовка по происхождению. Этим гордится, и звезда Давида ей в руки. Только вот о стране, в которой она родилась, — ни слова и ни позитива. Поэтому считать её своей язык не поворачивается. Пусть любит себе Америку или Израиль и не надо её лепить к Украине!

Примечательно, что за пару недель до этого Министерство иностранных дел Израиля заявило, что оно обеспокоено антисемитскими взглядами свободовцев и надеются на порядочность. В ответ на цитату «свободовца», основатель Института прав человека и предотвращения экстремизма и ксенофобии (IHRPEX) Александр Фельдман отметил: 

Четвёртый номер в списке Свободы Игорь Мирошниченко своими заявлениями о «жидовке» Миле Кунис поставил под удар всю партию. Антисемитизм осуждён мировой общественностью, и эксплуатация данной темы является признаком политической незрелости
Мирошниченко объяснил свою точку зрения, и его поддержали двое коллег по партии, которые тоже считают что высказывание не было неверным. Представитель Свободы Руслан Кошулинский заявил, что по его мнению слово «жидовка» не является оскорблением.
Другой депутат партии «Свобода» Андрей Ильенко, пошёл ещё дальше и «объяснил», что «в литературном языке — как украинском, так и русском — употреблялось слово „жид“».
Центр Симона Визенталя поместил «свободовцев» Олега Тягнибока и Игоря Мирошниченко на пятое место в топ-10 антисемитов и ненавистников евреев всего мира. Тягнибок попал в рейтинг за призывы «бороться с жидами», а Мирошниченко за то, что назвал голливудскую актрису украинского происхождения Милу Кунис «жидовкой».

### Ответ руководства партии на обвинения в ксенофобии и антисемитизме
В январе 2013 года Олег Тягнибок и Андрей Мохник дали в интервью израильскому журналисту Шимону Бриману ответ на обвинения в ксенофобии и антисемитизме. Они заявили:

Национализм — просто любовь к своей семье, родине, земле, желание защищать своё. Национализм в нашем понимании не предусматривает ненависти к кому-то чужому. Мы за себя, а не против кого-то.

## Мнения об организации
20 июня 2011 экс-президент Украины Ющенко (во время поездки в Ивано-Франковскую область) назвал ВО «Свобода» «ультраправой партией с просматривающимися элементами нацизма». По его тогдашнему мнению, «Тягнибок не сумеет стать полноценным лидером даже для части нации», что Тягнибок и его «Свобода» не имеют шансов стать «отражением национальных интересов избирателей из Западной и Центральной Украины».
Большинство украинских, а также иностранных экспертов считают, что ВО «Свобода» на определённом этапе стала рассматриваться «Партией регионов» как проект-спойлер, который имеет основной целью не победу на выборах, а внесение раскола в электорат оппонентов. В этом «Свободу» стали обвинять, начиная с президентской кампании 2010 года, на которой ВО «Свобода» очень активно критиковала Ю. Тимошенко (которая была «главным конкурентом В. Януковича на выборах») — эта критика со стороны «Свободы» была очень эффективной, поскольку велась среди электората Западной Украины, на который и рассчитывала Тимошенко. По состоянию на июнь-2011 — «социолог Бекешкина считает, что делами против Тимошенко и Луценко — власть пытается, помимо прочего, „обессилить“ их и „вытащить Тягнибока как главную оппозицию“».
Но одновременно (для общественного мнения за рубежом) «Партия регионов» 6 апреля 2011 — организовала в Париже «международный круглый стол» на тему «Рост правонационалистической угрозы в Украине как тенденция европейской политики» — на котором порицался «национализм в Украине», и, в первую очередь, ВО «Свобода».
Депутат Верховной Рады Андрей Шкиль («Блок Юлии Тимошенко»), глава подкомитета по евроинтеграции и сотрудничеству с НАТО:

Объединение «Свобода» исповедует махровую русофобию и антисемитизм. Украинский народ должен понять, что эти люди хотят посеять бурю. За успех «Свободы» на местных выборах несёт ответственность нынешняя власть, которая заинтересована в противостоянии Запада и Востока Украины. Я надеюсь, что на выборах в парламент-2012 украинское общество покажет свой здравый смысл. Уверен, что мысли Михальчишина никогда не будут точкой зрения 95 % украинцев. Как можно говорить, что Украине ближе палестинские радикалы, а не Государство Израиль, если именно Израиль является гарантом стабильности всех важных для христиан земель? Наверное, у Михальчишина сидят старые представления о том, что, мол, «надо поддерживать исламских террористов против капиталистического Израиля». Но когда из европейского города Львов звучат слова о необходимости поддерживать исламских террористов и ХАМАС, это слышится просто дико. 

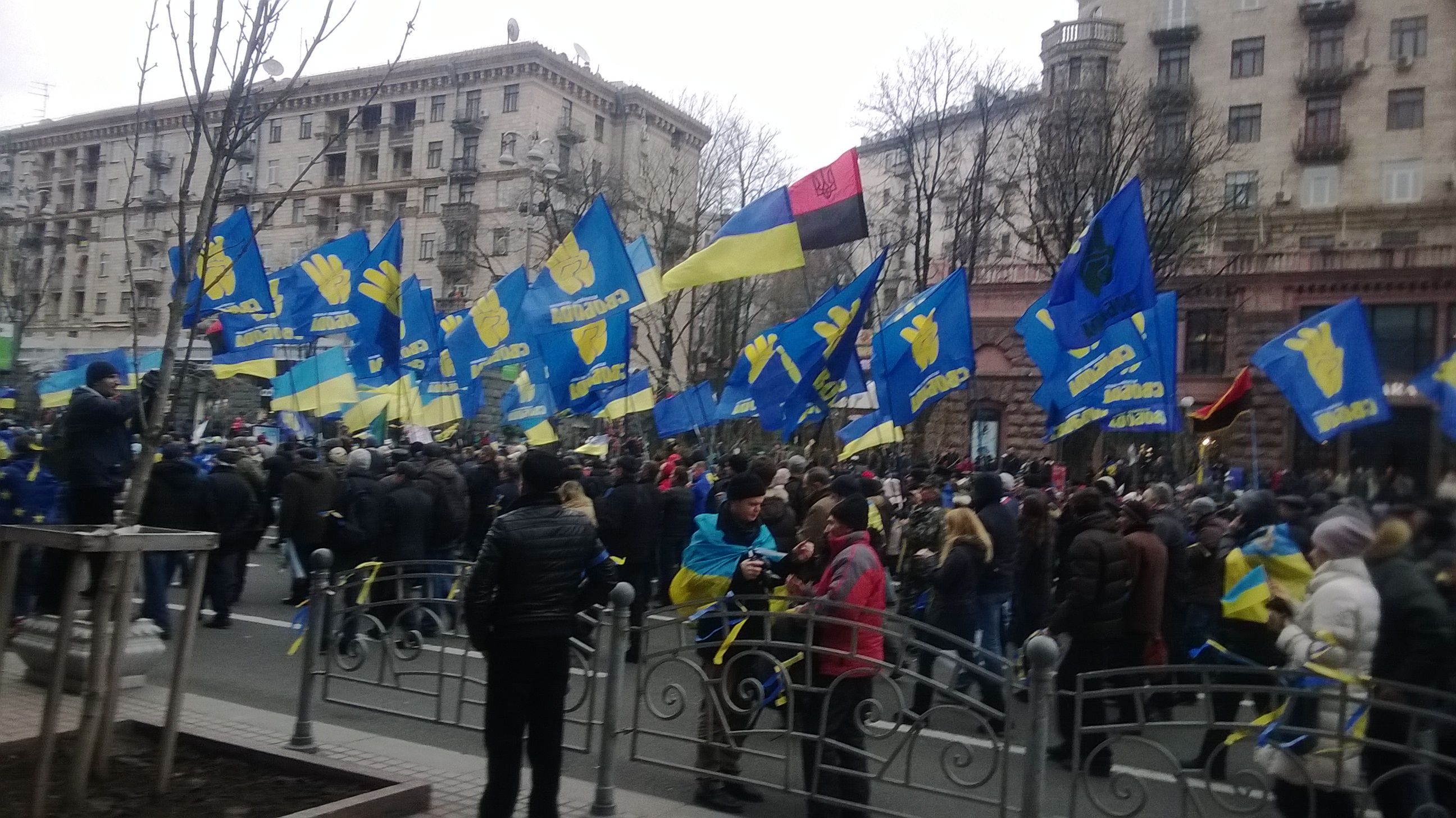
Евромайдан, декабрь 2013 года

Посол Израиля на Украине Реувен Дин-Эль обеспокоен объединением «Свободы» и «Батькивщины»:
«Меня и моё государство больше беспокоит сегодня не партия „Свобода“, которая легитимна и имеет свою харизму, а объединение с объединённой оппозицией „Батькивщина“».
Депутат от партии «Свобода» Юрий Михальчишин в эфире телеканала «ICTV», комментируя соответствующую поправку Европарламента в последней резолюции заявил, что призыв Европарламента к демократическим силам Украины не сотрудничать с партией «Свобода» есть ангажированным решением, которое построено на мистификации и совковой пропаганде. При этом на замечание о том, что Европарламент является политическим органом, Михальчишин заявил, что это «политический колхоз».

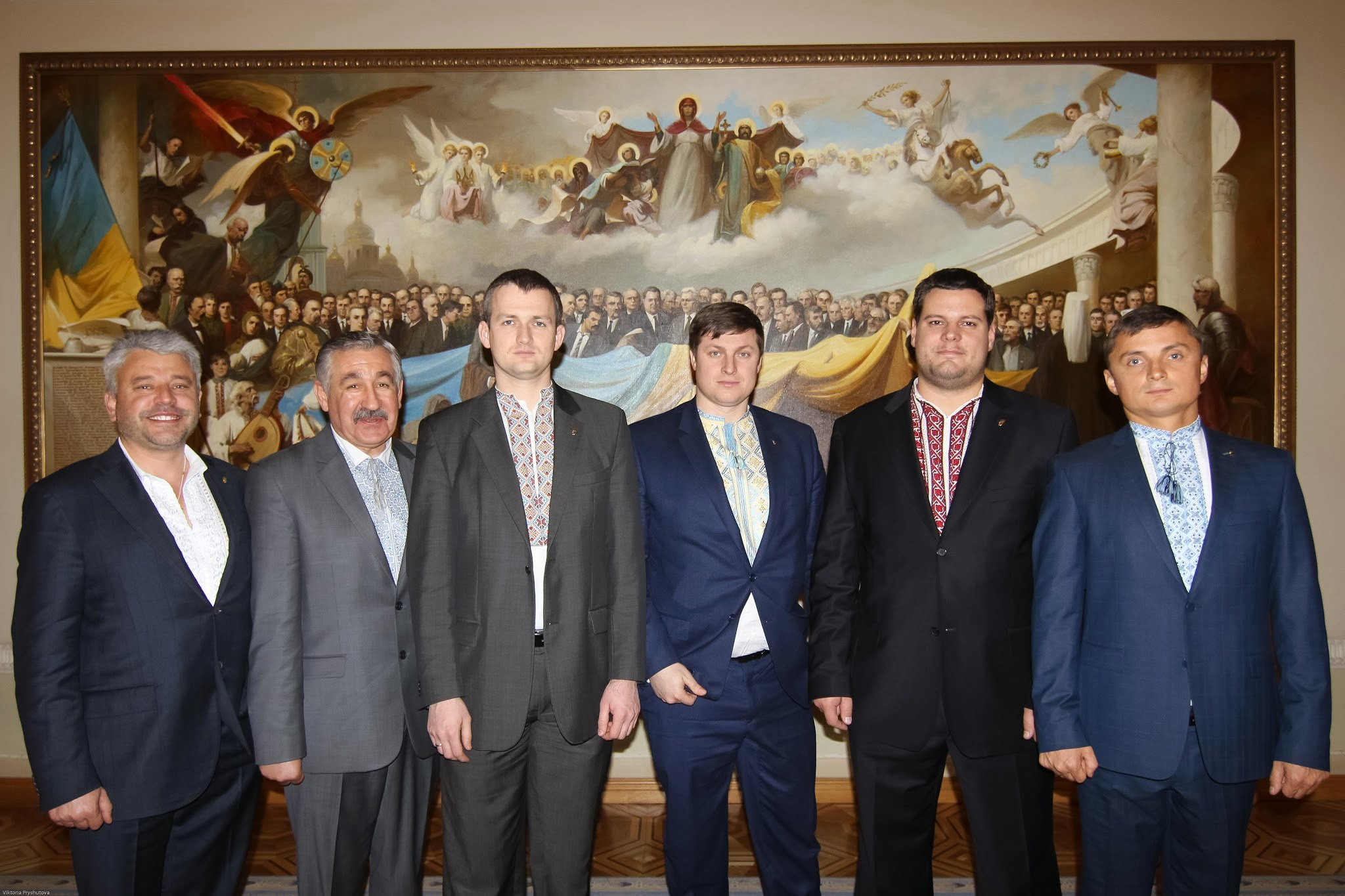
Депутаты Верховной Рады Украины
8 созыва от ВО «Свобода». 2014 год

Немецкий политолог Андреас Умланд считает, что Свобода внедрила боевой клич «Украинской повстанческой армии» «Слава Украине! Героям слава!» среди прочих «собственных специфических националистических тем, символов и лозунгов» в общее протестное движение, а Евгений Нищук сделал этот лозунг главным девизом Евромайдана.
27 января 2014 года Верховный Совет Крыма запретил деятельность ВО «Свобода» на территории полуострова. По заявлению президиума, такой запрет был совершён «в установленном порядке», однако уже 7 февраля по требованию прокурора автономной республики члены президиума ВС АРК отменили данное решение.